# ドイツ・プロレタリア革命作家同盟
プロレタリア革命作家同盟（プロレタリアかくめいさっかどうめい、ドイツ語: Bund proletarisch-revolutionärer Schriftsteller）は、ヴァイマル共和政ドイツで活動した文学者団体である。
1928年10月19日、ベルリンで創立集会が開かれ、結成された。集会には150人の作家・労働者通信員・労働者有志が出席し、ドイツ共産党代表1人が同席した。
1929年8月、機関誌『リンクスクルヴェ（de:Die Linkskurve）』を創刊、1933年まで刊行した。
詩人ヨハネス・R・ベッヒャーが作家同盟の中心人物として活躍した。フリードリヒ・ヴォルフ、カール・ウィットフォーゲル、アンナ・ゼーガースらが加盟していた。